# Аличе Супериоре
Аличе Супериоре (итал. Alice Superiore) је насеље у Италији у округу Торино, региону Пијемонт.
Према процени из 2011. у насељу је живело 352 становника. Насеље се налази на надморској висини од 624 м.

## Становништво
Према резултатима пописа становништва 2011. у општини је живело 701 становника.
| 1931. | 1936. | 1951. | 1961. | 1971. | 1981. | 1991. | 2001. | 2011. |
| ----- | ----- | ----- | ----- | ----- | ----- | ----- | ----- | ----- |
| 890   | 727   | 678   | 588   | 560   | 584   | 601   | 616   | 701   |